# Sympistis kurodakeana
Sympistis kurodakeana là một loài bướm đêm trong họ Noctuidae.